# ポントス

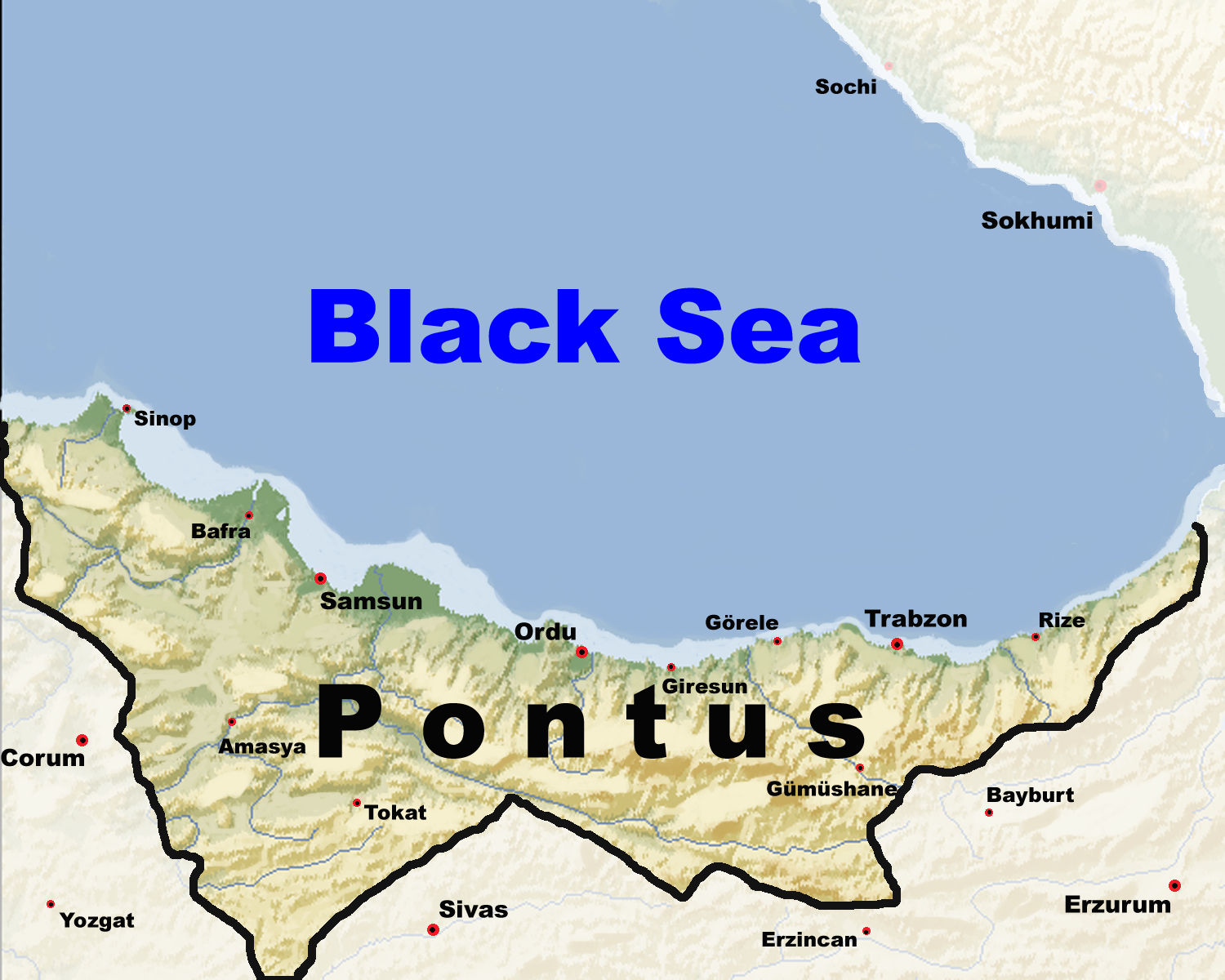
ポントス地方

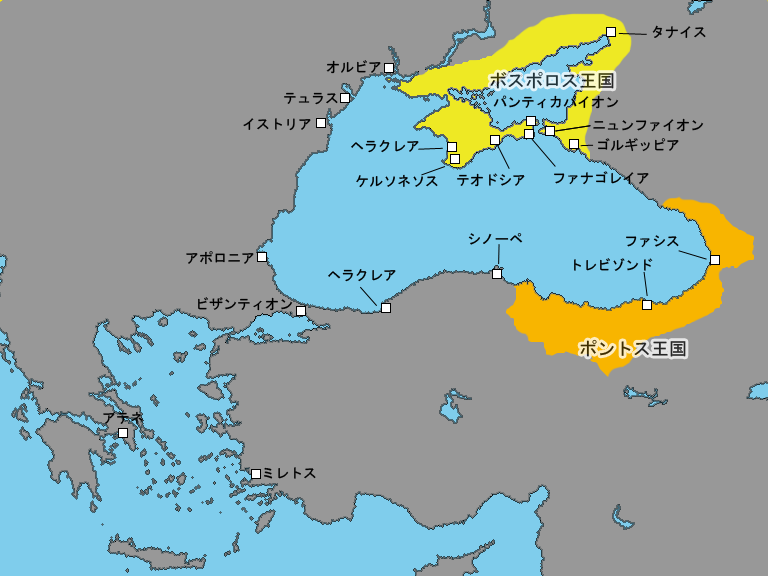
ポントス王国最大領域（ミトリダテス6世統治時期）

ポントス（Πόντος）は、アナトリア地方の黒海南岸、特に南岸のうち東部の地方名である。かつてはポントス人の中心地であった。ヘレニズム時代よりの歴史を有し、現在はトルコ共和国領内に属している。なお、ラテン語表記に基づきポントゥス（Pontus）とも呼ばれる。

## 歴史

### ポントス王国
ポントス王国（紀元前281年 - 紀元前64年）は現在のクズルウルマク川が発祥の地となり、当初はアケメネス朝（ペルシア）の属国的な位置づけにあった。ペルシア系の王朝として、ミュシア（Mysia）にあったギリシア都市キウスを治めていたアリオバルザネス1世やミトリダテス2世が初期の王として知られる。ディアドコイ戦争ではアンティゴノス1世に服属するが、アンティゴノスの戦死により、ミトリダテス2世は紀元前281年にポントス王ミトリダテス1世と称して、独立した。
肥沃な土地に面し穀物などが豊富に取れ、鉱物資源も豊かであり結果的に、ポントス王国は強大な国家へと変化していく。
ファルナケス1世の頃近隣諸国に進出し、スィノプを占領し、以後この都市が王国の首都となったが、同じヘレニズム系の国家であったアンティゴノス朝マケドニアやアッタロス朝ペルガモン王国が共和政ローマへ併合され、セレウコス朝やプトレマイオス朝が衰退する中で、ポントス王国もローマの圧力に直面することとなった。
紀元前120年に即位したミトリダテス6世は、コルキスやボスポロス王国を服属させ、スキタイ人を破って黒海沿岸を制覇した。更にローマの属国であったビテュニアやカッパドキアへの侵略に及んだことから、ローマはこれを口実としてミトリダテスと戦争状態に突入した。紀元前88年から3次にわたるミトリダテス戦争でポントス王国は敗北を喫した。紀元前63年にミトリダテスの息子ファルナケスがミトリダテスを自殺に追い込み、ローマに降伏したことでミトリダテス戦争は終結した。ローマ軍の司令官グナエウス・ポンペイウスはファルナケスを後継のポントス王に任命した。

### ローマ属州

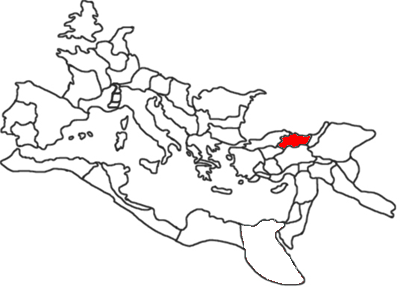
ポントゥス属州の位置

ポントスはポンペイウスの勢力下に置かれることとなったが、ポンペイウスがガイウス・ユリウス・カエサル派との内戦状態に突入したことにより、ファルナケス2世は周辺地区への侵略を開始したが、ポンペイウスを破り、エジプトを押えたカエサル率いるローマ軍にファルナケスはゼラの戦い（紀元前47年8月）で敗北した。ゼラの戦いでの敗戦後もポントス王国は暫く存続したが、ネロ帝在位中の64年にポントスはローマのポントゥス属州（provincia Pontus）へと移行した。ネロはポントスを「ポントゥス・ガラティクス」（Pontus Galaticus）、「ポントゥス・ポレモニアクス」（Pontus Polemoniacus）、「ポントゥス・カッパドキウス」（Pontus Cappadocius）に3分割した。
3世紀半ばにはパルミラ帝国の攻撃によりカッパドキアと共にその傘下に組み込まれたが、272年までにローマ帝国へと復帰した。295年頃、ディオクレティアヌス帝はアルメニアの一部も含めてポントス（ポントゥス）を4つの属州に再編した。

### 東ローマ以降
東ローマ帝国のユスティニアヌス1世は536年にポントスを、ポントス・ポレモニアクス、ヘレノポントス（Helenopontus）、パフラゴニア （Paphlagonia）へ再編し、7世紀以降のテマ制（軍管区制）へと引継がれることとなった。東ローマ帝国の支配が徐々に弱まる中で、ポントスには東ローマより独立した国家として、トレビゾンド帝国が1204年から1461年まで存続した。
トレビゾンドが滅亡して以降はオスマン朝の支配に服することとなり、オスマン朝が1922年に滅亡した後はトルコ共和国へ帰属している。

## ポントス王国・歴代君主
1. ミトリダテス1世 （紀元前281年 - 紀元前266年)
2. アリオバルザネス （紀元前266年 - 紀元前256年)
3. ミトリダテス2世 （紀元前256年 - 紀元前220年)
4. ミトリダテス3世 （紀元前220年 - 紀元前185年）
5. ファルナケス1世 （紀元前185年 - 紀元前159年）
6. ミトリダテス4世 （紀元前159年 - 紀元前150年）
7. ミトリダテス5世 （紀元前150年 - 紀元前120年）
8. ミトリダテス6世 （紀元前120年 - 紀元前63年）
9. ファルナケス2世 （紀元前63年 - 紀元前47年）
10. ダレイオス （紀元前39年 - 紀元前37年）
11. ポレモン1世 （紀元前37年 - 紀元前8年）
12. ピュトドリダ （紀元前8年 - 38年）
13. ポレモン2世 （38年 - 64年）